# ジェーン・スー 生活は踊る
『ジェーン・スー 生活は踊る』（ジェーン・スー せいかつはおどる）はTBSラジオのラジオ番組。2016年4月11日開始。放送時間は月曜 - 木曜の 11:00 - 14:00。

## 概要
30年続いた長寿番組『大沢悠里のゆうゆうワイド』の終了による後継番組として、前半枠（8:30 - 11:00）の『伊集院光とらじおと』（月曜 - 木曜）・『有馬隼人とらじおと山瀬まみと』（金曜）とともに、『ゆうゆうワイド』後半枠（11:00 - 13:00）である「昼もゆうゆう120」の放送時間を継承する形でスタートした、生ワイド番組である。
パーソナリティは、当番組と同じ橋本吉史がプロデューサーを務めた『ザ・トップ5』以降、TBSラジオでパーソナリティを務めている、コラムニストのジェーン・スーを起用した。
この番組は「生活情報に加え、知恵を音楽とともに綴る昼ドキ支援系ラジオ」であるとしている。本番組は『ゆうゆうワイド』で、午前10時台に放送していた毒蝮三太夫がパーソナリティを務める公開生番組『毒蝮三太夫のミュージックプレゼント』を引き継いで、月曜 - 木曜に内包していた。『ゆうゆうワイド』時代は平日の帯番組であったが、毒蝮の「金曜日は休みたい」とする意向を受け、枠縮小となり、時間も30分から15分に短縮していた。金曜は『高橋芳朗のミュージックプレゼント』と題し、音楽ジャーナリストの高橋芳朗がパーソナリティを務める音楽番組となった。高橋は番組中に流れる楽曲の選曲監修を担当している。
番組のタイトルは、本番組開始前にスーがパーソナリティを、橋本がプロデューサーをそれぞれ務めていた『ジェーン・スー 相談は踊る』を引き継いだものであり、番組ジャンルは異なるものの一部要素を継承している。
- 『相談は踊る』はスーが悩みに答える「相談番組」であったが、本番組でもコーナー名を「相談は踊る」とした相談コーナーを継続している。
- パートナーのTBSアナウンサー、選曲監修の高橋は『相談は踊る』に「代行MC」（アシスタント兼ゲストコメンテーター）として出演した経験がある。
- 番組テーマ曲は、スーの前身番組『ジェーン・スー 相談は踊る』より継続して、KIRINJI（旧表記・キリンジ）の堀込高樹[注 1]が製作した。実弟でキリンジ元メンバーの堀込泰行もサウンドステッカーを提供している。交通情報のBGMも、『相談は踊る』で同様に使われていたキリンジの『You and Me』のインストゥルメンタル版を使用している。

2020年9月28日から放送形態を変更し、金曜日の放送が廃止。月曜から木曜の放送に縮小された。金曜日の最終放送となった同年9月25日のエンディングでは6月まで放送された『久米宏 ラジオなんですけど』で堀井と共演していた久米宏から番組宛を通じて堀井に送られたメールも紹介された。また、金曜版最終放送日と同日に、前枠の『有馬隼人とらじおと山瀬まみと』も終了し、同年10月2日からは同番組と本番組金曜版の後継番組として臼井ミトンがパーソナリティを務める大型ワイド番組『金曜ボイスログ』（8:30 - 13:00）が開始された。
2023年10月改編からは放送時間を1時間延長し、月 - 木曜11:00 - 14:00の3時間番組となる。また、後続番組『こねくと』を2023年4月3日から同時ネットしている長崎放送・NBCラジオ佐賀でも、この改編に伴い拡大される13時台の同時ネットを実施。両局におけるスーのレギュラー出演番組の同時ネットは、『ザ・トップ5』シーズン1（2011年度ナイターオフ）以来、11年半ぶりとなる。
さらに、2024年4月からは『相談は踊る』を過去にネットしていた中国放送でも同時ネットを開始。自社制作の平日午前中のワイド番組『平成ラヂオバラエティごぜん様さま』を11:55まで放送した後、月 - 木曜12:00 - 14:00の時間帯で同時ネットしている。

## 出演
特記のない場合、出演の時点でTBSアナウンサー。

### パーソナリティ
- ジェーン・スー（音楽プロデューサー）

#### ピンチヒッター
- 駒田健吾（2017年3月13日）[7]
- 杉山真也（2017年3月14日）[8]
- 外山惠理（2017年3月15日）[9]
- 大徳絵里（2017年3月16日、フリーアナウンサー）[10][11]
- 高橋芳朗（2017年3月17日・2022年11月3日.2024年1月11日、音楽評論家）[12]
- 田淵幸一（2018年4月23日、野球解説者）[13]
- 楠田枝里子（2018年4月24日、フリーアナウンサー）[13]
- 喜入友浩（2018年4月25日）[13]
- 神田松之丞（2018年4月26日、講談師）[13]
- 有馬隼人（2018年4月27日、元TBSアナウンサー）[注 3][13]
- アナログタロウ（同、お笑い芸人）[注 3][13]
- 片桐千晶（2019年9月3日、フリーアナウンサー）[注 4]
- 南部広美（2020年12月7日[15]・2023年8月21日・2024年1月8日、フリーアナウンサー）
- しまおまほ（2020年12月8日、イラストレーター）[15]
- 森田豊（2020年12月9日、医師）[15]
- 土屋礼央（2020年12月10日・2022年5月5日・2024年10月31日、ミュージシャン）[15][16]
- 林家彦いち（2021年8月30日、落語家）[17]
- 皆川玲奈（2021年8月31日）[17]
- 武田砂鉄（2021年9月1日・2022年5月4日・2022年10月31日 .2023年8月23日・2024年1月10日、ライター）[17][16]
- 伊沢拓司　(2022年11月1日)
- 井上芳雄　(2022年11月2日)
- 本仮屋ユイカ（2021年9月2日、女優）[17]
- 小笠原亘（2022年4月28日・2024年1月11日）[18]
- 小倉弘子（2022年5月2日）[19]
- 長峰由紀（2022年5月3日・2023年8月22日・2024年1月9日、2025年3月11日　元TBSアナウンサー）[16]
- 堀井美香（2024年10月28日、元TBSアナウンサー）
- 高橋優（2024年10月29日、ミュージシャン）
- 桜林直子（2024年10月30日）
- 井森美幸 (2025年3月12日)

### パートナー
2025年1月2日以降(第1週〜第4週)
- 月曜日：小笠原亘（2016年4月18日 - ）
- 火曜日：山内あゆ　(2025年4月1日〜)
- 水曜日：杉山真也（2017年4月4日 - ）[注 5]
- 木曜日：近藤夏子（2023年10月12日 - ）[注 6]

2020年度から各月の5週目の月曜〜木曜に当たる場合は、小笠原、山内、杉山、近藤は休演し日替わりでTBSアナウンサーが担当する

#### ピンチヒッター
- 月曜日[注 7]
  - 堀井美香（2016年4月11日[注 8]・2017年4月3日・4月10日・2018年4月2日・7月16日・2022年1月31日）
  - 駒田健吾（2016年7月25日・2017年10月30日・2020年2月24日）
  - 長峰由紀（2018年4月9日・2019年12月30日・2021年7月19日）
  - 喜入友浩（2019年4月8日）
  - 田中みな実（2019年4月15日、元TBSアナウンサー）
  - 渡部峻（2020年8月31日）
  - 齋藤慎太郎（2021年8月2日・2023年8月14日.2025年6月30日)
  - 上村彩子（2021年10月18日.2023年2月5日)
  - 小倉弘子（2022年1月24日）
  - 佐々木舞音（2024年9月30日）
  - 皆川玲奈　(2024年12月16日)
- 火曜日
  - 杉山真也（2016年8月30日）
  - 木村郁美（2017年9月12日）
  - 皆川玲奈（2018年9月4日・2019年10月29日）
  - 田村真子（2020年11月10日）
  - 佐々木舞音（2022年5月31日・2024年5月29日・2025年4月29日）
  - 喜入友浩（2023年11月5日）
  - 小倉弘子（2024年1月17日）
  - 長峰由紀（2024年5月21日）
  - 篠原梨菜　(2025年7月29日)
- 水曜日
  - 外山惠理（2016年7月27日）
  - 長峰由紀（2017年8月30日）
  - 出水麻衣（2018年3月14日）[20]
  - 蓮見孝之（2018年4月4日・2022年2月2日）
  - 片桐千晶（2019年8月28日[21]、フリーアナウンサー）
  - 堀井美香（2020年4月22日・2021年1月6日）
  - 井上貴博（2020年8月5日）
  - 篠原梨菜（2022年2月23日・2023年7月26日）[注 9]
  - 良原安美　(2024年7月31日.2025年4月30日)
  - 佐々木舞音（2024年10月30日）
  - 小笠原亘 (2025年7月16日）
  - 南後杏子（2025年7月30日）
- 木曜日
  - 加藤シルビア（2016年11月10日)
  - 駒田健吾（2017年7月27日・2018年8月9日・2021年8月12日）
  - 小川知子（2019年4月18日）[注 10]
  - 山本里菜 (2019年4月25日) [注 10]
  - 長峰由紀（2019年5月2日[注 10]・2020年3月12日.2022年12月14日.2024年7月25日)
  - 山本恵里伽（2019年7月18日.2025年2月20日)
  - 喜入友浩（2019年8月22日）[注 11]
  - 近藤夏子（2020年8月13日・2023年9月14日）
  - 小笠原亘（2023年6月15日・7月6日・7月20日・8月3日・8月17日・9月21日・10月5日）
  - 小倉弘子（2023年6月22日・7月13日・8月24日）
  - 出水麻衣（2024年8月1日)
  - 杉山真也（2023年7月27日・8月10日・9月7日）
  - 北村まあさ　(2025年1月30日)
  - 宇賀神メグ　(2024年8月8日.2025年5月29日.7月31日)
- 金曜日
  - 熊崎風斗（2017年3月24日）
  - 山形純菜（2018年8月10日）
  - 伊東楓（2020年7月24日）

#### 週替わり火曜日パートナー（2025年1月7日〜3月25日)
- 長峰由紀（2025年1月7日、元TBSアナウンサー）
- 小林由未子（2025年1月14日）
- 蓮見孝之（2025年1月21日） ※レギュラー降板後約1年7カ月ぶりの出演。
- 皆川玲奈（2025年1月28日.3月25日)
- 宇賀神メグ(2025年2月4日)
- 田中みな実(2025年2月11日、元TBSアナウンサー)
- 御手洗奈々(2025年2月18日)
- 山内あゆ(2025年2月25日.3月18日)
- 小笠原亘(2025年3月4日.11日)

#### かつてのパートナー
- 井上貴博（火曜日、2016年4月12日 - 2017年3月28日）※テレビの平日夕方の報道番組『Nスタ』（2017年4月開始）のメインキャスターに就任のため降板。ただし、降板後にも上述の通りピンチヒッターとしての出演歴がある(2020年8月5日、2023年5月30日など)
- 長峰由紀（水曜日、2017年12月6日 - 2018年11月14日）※小倉弘子産休時の代演　TBS退社後もジェーンスーの欠席時や代打パートナーを担当することある
- 堀井美香（2016年4月11日 - 2022年3月31日。2020年9月25日までは金曜日、同年10月26日からは各月の第5週[注 12][注 13]）※番組内のコーナー『水音スケッチ』のナレーションは引き続き担当。[注 14]
- 蓮見孝之（木曜日、2016年4月14日 - 2023年6月8日） ※2023年6月15日から、体調不良およびそれに伴うTBSテレビ休職により、当番組を含めて全てのレギュラー番組を休演。同年9月21日の放送で小笠原から一旦番組を離れる旨が伝えられた。2024年4月より、かつて当番組を担当していた木曜日には昼の『JNNニュース』のキャスターを担当中。
- 小倉弘子（2016年4月13日 - 2017年11月29日、2018年11月21日 - 2024年12月31日） ※2017年12月 - 2018年11月に第三子出産に伴う産休・育休により出演を休止。2024年4月10日までは水曜日担当。同年12月31日付でTBSテレビを退職したため、当番組は同日の放送をもって卒業。

### コーナー出演

#### ススめて! 小森谷さん
- 小森谷徹（「ススめて! 小森谷さん」プレゼンター、祝日を除く毎日[注 15]、タレント）

#### スーさん、コレいいよ
- 高橋芳朗（金曜レギュラー・2018年4月6日 - 2020年9月25日、木曜レギュラー（第2・4週）、2020年10月8日 - 、音楽ジャーナリスト[23]、洋楽選曲監修、毎日、『高橋芳朗のミュージックプレゼント』パーソナリティ、金曜日 2016年4月15日 - 2018年3月30日）
- 浜内千波（月曜月一レギュラー、料理研究家）
- 竹内亜矢子（火曜月一レギュラー、パーソナルトレーナー・振付家）
- 森田豊（水曜月一レギュラー→火曜月一レギュラー（第1週）、2024年4月10日までは水曜日担当、医師・医療ジャーナリスト）
- 増田雅昭（木曜月一レギュラー→月曜月一レギュラー（第1週）、2018年3月まで毎週木曜日、翌4月より第1木曜日担当、気象予報士、番組気象予報監修）[24]
- 有賀薫（不定期出演、スープ作家）
- MB（火曜月一レギュラー→水曜月一レギュラー（第1週）、2024年4月9日までは火曜日担当、ファッションバイヤー）
- 藤原千秋（火曜月一レギュラー、家事掃除アドバイザー）

#### かつてのコーナー出演
- 毒蝮三太夫（『毒蝮三太夫のミュージックプレゼント』パーソナリティ、月 - 木 2016年4月11日 - 2018年3月29日、タレント）
- 戸井田園子（『スーさん、コレいいよ』不定期出演、家電コーディネーター）

## タイムテーブル
- 10:57  本編前
  - 前枠の番組『パンサー向井の＃ふらっと』出演者とのクロストーク
- 11:00　オープニング★
  - テーマ曲が流れ、スーが「○月○日×曜日、時刻は11時になりました。皆さん、こんにちは!『パンサー向井の＃ふらっと』が終わりまして、ここからのTBSラジオは『生活は踊る』」とあいさつ。その後、スーと各曜日パートナーがフリートークを行い、リスナーメールのメッセージテーマを発表する。
- 11:11　生活情報★
  - 各曜日パートナーが「日々の生活に役立つ情報」を紹介する。バックに流されているのはYoung-Holt Unlimitedの『Soulful Strut』。
- 11:27　交通情報
- 11:30　メッセージ紹介

(第4火曜)ライオン　それでも生活は踊る
毎回テーマに沿ったお悩みを紹介し、スーが最も『デトックス』したいと思ったお悩みを送ったリスナーにライオン製品詰め合わせが贈られる。
- 11:40　はぴねすくらぶ ラジオショッピング
  - 祝日の場合、休止になることがある。BGMはヴァン・マッコイ&ザ・ソウル・シティ・シンフォニーの『ハッスル』。
- 11:47　交通情報
- 11:50　お昼のニュース
  - 金曜パートナーの堀井美香は2017年7月[注 16]より、隔週水曜にニュースデスクとして、当コーナーも担当。
- 11:56　天気予報
  - ここでは当番制の気象予報士が、スタジオで解説する。
- 11:58　メッセージ紹介
- 12:00　12時台オープニング、相談は踊る★
  - 『ジェーン・スー 相談は踊る』を引き継いだ相談コーナー。スーと各曜日パートナーが、リスナーの悩みに答える。相談件数を『相談は踊る』から通算してカウントしている。
  - 中国放送のネット開始後は「相談は踊る」開始前に中国放送向けのあいさつ、メッセージテーマの告知を行う。
- 12:15　交通情報、天気予報、メッセージ紹介
  - メッセージ紹介の最後には小森谷もスタジオに入る。
- 12:20　ススめて! 小森谷さん
  - 小森谷徹を交えてのインフォマーシャル。健康食品や美容関連の商品に加え、イベント情報など、ススめるものは多岐にわたる[注 17]。
  - 祝日など休止の場合は「相談は踊る」が拡大されるか、メッセージ紹介となる。
- 12:35　メタウォーター presents 水音スケッチ[注 18]
  - 海や河川などの水音から、日本の風景を紹介する。ナレーションは堀井美香。2019年9月に放送1000回目を迎えた[25]。
  - 2019年3月20日の『ラジ（コ）フェス』、2020年2月11日の『RADIO EXPO〜赤坂パビリオン〜』のように特別番組で当番組が休止になる場合であっても、スポンサーとの関係でこのコーナーは通常通り放送される。
- 12:48　天気予報
- 12:52　メッセージ紹介
- 12:55　交通情報
  - 中国放送では13時までローカル枠に差し替え。
- 13:00　13時台オープニング、スーさん、コレいいよ! ★
  - スーに生活の知恵を授けるため、専門家が出演し、生活情報を紹介する。木曜日(第2・4週目)は高橋による洋楽コラム。
  - 12時台同様、長崎放送向けのあいさつ、メッセージテーマの告知が行われる。
- 13:21　はぴねすくらぶ ラジオショッピング
- 13:27　ニュース・交通情報
- 13:34　スーさん、コレもいいよ!
  - リスナーの薦める生活情報を紹介するコーナー。曜日替わりで以下のテーマに別れる。
  - 月曜日 : 集まれ!全国アレコレ物産展!
  - 火曜日 : 教えて!あなたの晩ごはん
  - 水曜日 : 買ってよかった！イチ押しアイテム図鑑
  - 木曜日 : おなかGOO!GOOD!グルメハンター
- 13:53　交通情報
- 13:55　エンディング
  - 翌日（木曜日は翌週月曜）の予告。火曜日はスーによるポッドキャスト番組『となりの雑談』、木曜は『金曜ボイスログ』、堀井とスーによるポッドキャスト番組『OVER THE SUN』の告知も行う。その他、スーが連載・寄稿している雑誌の発売日が近い場合はそれの紹介をしたり、担当しているパートナーがこのパートで自身のTBSテレビ・ラジオの出演番組の告知を行う場合もある。
    - 蓮見が木曜パートナーを担当していた2023年6月中旬までは上記の告知の後、『蓮見孝之 まとめて!土曜日』の告知も実施。杉山が木曜日に代理出演した場合には、翌日の『THE TIME'』と『THE TIME,』の出演告知を実施していた。2023年10月から木曜日にパートナーを務めている近藤は土曜日に放送の『要潤のMagic Hour』の告知を行っているほか、『土曜朝6時 木梨の会。』の担当にあたる週はその告知も実施。

  - 2020年6月26日までは、木曜に「久米宏 ラジオなんですけど」の告知も行っていた。
  - TBSラジオでの後枠の番組を告知[注 19]し、『たまむすび』→『こねくと』出演者とのクロストーク[注 20]
  - 締めはスーとパートナーが名乗った後、声を合わせて「ごきげんよう!」とあいさつ。たまに時間の都合上（クロストークが長引くなど）、言わずに終了したり、失敗する時もある。

★のコーナーはTBSラジオCLOUD、ポッドキャストで配信している（BGMはカットされスタジオのマイク音声のみ）。交通情報は関東地方の情報をネット局でもそのまま放送。12時台の天気予報は中国放送に配慮し広島県内の天気も伝えている。
2024年10月から交通情報のジングルが流れなくなり、中国放送では交通情報の時間をCMや「おひるトレーニング『おひトレ』」（12時台1回目のみ）へ差し替えるようになった。また、中国放送は提供スポンサーのCMは原則流さず、自社や地元企業などのCMに差し替える。

### 過去
- 日本直販 お昼のショッピング（2016年4月11日 - 2023年3月30日）
- 毒蝮三太夫のミュージックプレゼント（2016年4月11日 - 2018年3月29日）[注 21][26]
- 高橋芳朗のミュージックプレゼント（2016年4月15日 - 2018年3月30日）

## ネット局
放送開始日の早い順に記載。
| 放送対象地域   | 放送局                        | 放送時間                | 放送期間        | 備考 |
| -------------- | ----------------------------- | ----------------------- | --------------- | --- |
| 関東広域圏     | TBSラジオ                     | 月 - 木曜 11:00 - 14:00 | 2016年4月11日 - | 制作局 2020年9月25日までは月 - 金曜11:00 - 13:00 2023年9月28日までは月 - 木曜11:00 - 13:00 |
| 長崎県・佐賀県 | 長崎放送（NBC） NBCラジオ佐賀 | 月 - 木曜 13:00 - 14:00 | 2023年10月2日 - | TBSラジオの2023年10月改編に伴いネット開始 『金曜ボイスログ』も同時期からこの時間帯でネット |
| 広島県         | 中国放送（RCC）               | 月 - 木曜 12:00 - 14:00 | 2024年4月1日 -  | 前月まで自社制作の『おひるーな』を編成していた時間帯の一部でネット開始 『こねくと』『金曜ボイスログ』『金曜ワイドラジオTOKYO えんがわ』はいずれも自社制作番組（2024年4月開始の新番組含む）の編成により非ネットを継続 祝日に『Veryカープ! RCCカープデーゲーム中継』を編成し、かつ中継開始が14:00より早い場合の対応は未定 |

### 特別番組放送時の対応
- TBSラジオでは、毎年1月1日にニューイヤー駅伝の実況中継を編成するため休止。2023年からは一部のJRN加盟局にもネットされており、当番組のネット局でも2024年から同時ネットを開始。
- 1月2日・3日が月 - 木曜日にあたる場合、文化放送制作の箱根駅伝実況中継を優先するため、ネット局では番組休止となる。
- 中国放送では、8月6日に広島原爆の日関連特番、12月24日に『RCCラジオ・チャリティ・ミュージックソン』（ニッポン放送など11のラジオ局が参加する『ラジオ・チャリティ・ミュージックソン』の広島ローカル版）をそれぞれ編成するため、当番組の放送と被る場合は臨時にネット返上となる。
- 上記以外で番組休止・臨時ネット返上・放送時間変更を行った事例
  - 2024年5月6日（月曜日）：中国放送が自社制作の生放送特別番組『マリモ presents 朝山正悟 20年の轍』を12:00 - 14:00に放送のため臨時にネット返上。
  - 2024年7月15日（月曜日）：中国放送が自社制作の生放送特別番組『ドッキドキの夏が来た! STU48のちりめんサマーパーティー』を12:00 - 16:00に放送のため、臨時にネット返上。
  - 2024年10月24日（木曜日）：中国放送が前枠の自社制作番組の特別番組『ごぜん様さま5555回SP 感謝感謝でゴーゴーゴーゴー』を9:00 - 14:00（11:55 - 12:00は『スポーツ数々』放送のため一時中断）に放送のため、臨時にネット返上。
  - 2024年12月25日（水曜日）：TBSラジオで『TBSラジオ大感謝祭 2024』を8:30 - 17:30に編成のため、ネット局も含めて番組休止。なお、12:00 - 15:30の第2部「カルチャー」パートにジェーン・スーが出演[27]。中国放送では12:00 - 13:30に『かわにしんちのクリスマスパーティ』、13:30 - 14:00に『快適生活グルメショッピング 年内間に合いまスペシャル 〜クリスマスもえんまん。に』とそれぞれ自社制作の特別番組を、長崎放送では13:00 - 14:00に『ベストミュージックコレクション』を編成。
  - 2024年12月30日（月曜日）：長崎放送で前枠番組『あさかラ』の短縮放送など特別編成を行うため、12:00 - 14:00に放送時間を拡大。
  - 2024年12月31日（火曜日）：中国放送は当番組の裏番組である文化放送『くにまる食堂』をこの日限定で9:00 - 13:00のフルネットを実施（この日は中国放送アナウンサーの横山雄二がパーソナリティを代理担当）、また13:00 - 16:00に特別番組『柏村武昭と松本裕見子の年忘れ！オールザッツリクエスト』を放送するため臨時に当番組のネットを返上。長崎放送は前日同様『あさかラ』の短縮放送など特別編成を行うため、12:00 - 14:00に放送時間を拡大。
  - 2025年5月5日（月曜日）：中国放送は12:00 - 13:00、長崎放送は13:00 - 14:00に『母の詩2025〜母の日によせて〜』（文化放送制作の特別番組）を放送、さらに中国放送では13:00 - 14:00に『得！とく！プレミアム』を編成のため、2局とも臨時にネット返上。この日は中国放送でのネット開始後、箱根駅伝中継以外の事情では初めて全編TBSラジオ（関東ローカル）のみでの放送となった。
  - 2025年7月21日（月曜日）：中国放送は12:00 - 13:00に『得！とく！プレミアム』、13:00 - 14:00に『伊藤平の生き物大図鑑〜海の日スペシャル』を各々放送のため、長崎放送はエフエム長崎との同時公開生放送番組『SASEBOラジオフェスタ2025』を放送するため、2局とも当番組を臨時ネット返上とし全編TBSラジオ（関東ローカル）のみでの放送。

### 『水音スケッチ』ネット局
2024年4月現在の放送時間については、メタウォーターの公式リリースに基づき記載。
| 放送対象地域 | 放送局          | 放送時間                       | 放送期間        | 備考 |
| ------------ | --------------- | ------------------------------ | --------------- | --- |
| 関東広域圏   | TBSラジオ       | 月 - 木曜 12:35頃 金曜 12:27頃 | 2015年9月29日 - | 『生活は踊る』開始前は単独番組として火 - 金曜17:50 - 17:58に放送 2020年10月2日から金曜のみ『金曜ボイスログ』に内包、それ以外は特別編成を除き『生活は踊る』に内包 |
| 宮城県       | 東北放送（tbc） | 月 - 金曜 11:45 - 11:52        | 2024年4月1日 -  | 先行ネット（単独番組） 1月1日 - 3日は駅伝中継のため放送時間を移動 2025年7月30日は津波警報発令により休止                                                          |
| 広島県       | 中国放送（RCC） | 月 - 木曜 12:35頃              | 2024年4月1日 -  | 同時ネットの『生活は踊る』に内包、メタウォーターのCMは差し替え 『生活は踊る』のネット休止日は当番組も休止                                                        |

### JRN加盟局で放送のネットワークセールスCMについて
2023年3月の『朗読のミカタ』終了以降、月 - 木曜日はJRN系列局（朝日放送ラジオを除く）に向けてネットワークセールス扱いでのCMを企画ネット方式で流している。近畿広域圏のJRN系列局では、MBSラジオで対応している。
2023年9月まで、TBSラジオと長崎放送・NBCラジオ佐賀では『こねくと』で13:45から放送されていたコーナー『Podcastこねくしょん』の後に当該CMを放送。2023年10月2日から当番組および『金曜ボイスログ』の放送時間が14:00まで拡大されたため、TBSラジオと長崎放送・NBCラジオ佐賀では金曜分も含めて13:53頃の交通情報の前にCMを流すことで対応している。
2024年4月1日からは、中国放送でも当番組をネットする月曜から木曜についてはTBSラジオと同様ではなく、自社CMなどに差し替える対応を取っている（金曜は『三井ダイレクト損保 presents 強くてやさしい金曜日』の放送前のカウキャッチャーにてCMを流している）。
以下では、当該CMを流すネット局の対象番組を記載する。2023年度におけるTBSラジオ、長崎放送・NBCラジオ佐賀以外でCMを流していたJRN系列局の放送時間等は、こねくと#JRNネットワークセールスのCMの扱い（2023年度）を参照。
- 対象番組は2024年9月30日時点で、その時間帯に放送されている番組を記載（ワイド番組内の場合、当該CMの前後に放送される内包番組・コーナーがあればそちらも記載）。太字は自社制作番組。対象が単独番組の場合、静岡放送以外の局では、対象番組またはその後に放送される番組のカウキャッチャーあるいはヒッチハイク方式で当該CMを流している。
- 生ワイド番組へ内包している局の放送時間はあくまでも目安で、放送週・放送曜日によっては前後することがある。
  - なお、年末年始で対象番組（または内包先ワイド番組）の休止や放送時間短縮・変更がある場合、当該CMの放送時間は変更される場合がある。また、放送対象地域内で（緊急地震速報を伴う）最大震度5弱以上の地震が発生したり、大津波警報・津波警報が発表されたりした場合に緊急報道体制を取っている場合には、CMの放送を中止する場合がある。
  - 12月24日にラジオ・チャリティ・ミュージックソンを放送している局は、同番組内の任意の時間帯でCMを放送（通常と時間帯をずらして対応する場合もある）。
- 金曜日はMBSラジオを除く全局が、『三井ダイレクト損保 presents 強くてやさしい金曜日』（2024年9月27日まで）→『朗読のヒロバ』（2024年10月4日以降）の本編前後に当該CMを放送している。

| 放送対象地域   | 放送局名            | 放送時間                                                                                            | 対象番組 | 備考                                                                                         |
| -------------- | ------------------- | --------------------------------------------------------------------------------------------------- | --- | -------------------------------------------------------------------------------------------- |
| 秋田県         | 秋田放送 （ABS）    | 12:10 - 12:11                                                                                       | 新・流行音楽堂 |                                                                                              |
| 山形県         | 山形放送 （YBC）    | 12:13 - 12:14                                                                                       | ウェザーインフォメーション |                                                                                              |
| 岩手県         | IBC岩手放送         | 12:19 - 12:20                                                                                       | 大竹発見伝～ザ・ゴールデンヒストリー（文化放送） | [ 注 25 ]                                                                                    |
| 山梨県         | 山梨放送 （YBS）    | 12:19 - 12:20                                                                                       | 大竹発見伝～ザ・ゴールデンヒストリー（文化放送） |                                                                                              |
| 和歌山県       | 和歌山放送 （wbs）  | 12:26 - 12:27                                                                                       | 桂三歩のきてみて!!この店ええお店 |                                                                                              |
| 高知県         | 高知放送 （RKC）    | 12:29 - 12:30                                                                                       | （月）Music Delivery：R （火）夏川りみのたびぐくるちむぐくる（かしわプロダクション） （水）うみともらじお （木）白井みゆきの♪みゆうじっく♪（西日本放送） |                                                                                              |
| 新潟県         | 新潟放送 （BSN）    | 12:34 - 12:35                                                                                       | ハレッタのうた「雨のち晴れBoy」 |                                                                                              |
| 福井県         | 福井放送 （FBC）    | 12:50 - 12:51                                                                                       | 歌謡喫茶・昭和（かしわプロダクション） |                                                                                              |
| 香川県         | 西日本放送 （RNC）  | 12:58 - 12:59                                                                                       | （月・水・木）RNCミュージックセレクション （火）和田秀樹・尾崎明日香 ラジオの壁                                                                          |                                                                                              |
| 徳島県         | 四国放送 （JRT）    | 13:09 - 13:10                                                                                       | 交通情報 |                                                                                              |
| 鹿児島県       | 南日本放送 （MBC）  | 13:18 - 13:19                                                                                       | （月）しげちゃん・たくPのチェストいけ！オンジョ！！ （火）かごしま街角通信 （水）伊佐はいーさ! （木）MBCミュージックグラフィティ                         | [ 注 26 ]                                                                                    |
| 近畿広域圏     | MBSラジオ           | 13:39 - 13:40                                                                                       | （スポットCM枠の一部） | 『こんちわコンちゃんお昼ですょ!』内                                                          |
| 熊本県         | 熊本放送 （RKK）    | 13:39 - 13:40                                                                                       | | 『塚原まきこの福ミミらじお』放送後                                                           |
| 青森県         | 青森放送 （RAB）    | 13:40 - 13:41                                                                                       | | 『らじすく!エア』内                                                                          |
| 福岡県         | RKB毎日放送         | 13:40 - 13:41                                                                                       | | 『＃さえのわっふる』内                                                                       |
| 中京広域圏     | CBCラジオ           | 13:41 - 13:42                                                                                       | 内包番組『しろくじちゃんとアホロートルが昼下がりにほめるラジオ』放送前                                                                                   | 『北野誠のズバリ』内                                                                         |
| 石川県         | 北陸放送 （MRO）    | 13:54 - 13:55                                                                                       | 内包番組『こころの謡箱』放送前 | （月）『竜香の人生相談』内 （火 - 木）『おいね★どいね』内                                    |
| 宮城県         | 東北放送 （tbc）    | 14:24 - 14:25                                                                                       | | 『GoGoはみみこい ラジオな気分』内                                                            |
| 岡山県         | RSK山陽放送 （RSK） | 14:29 - 14:30                                                                                       | （水）『多賀公人のナイスショット』放送後 | 『あもーれ!マッタリーノ』内                                                                  |
| 大分県         | 大分放送 （OBS）    | 14:38 - 14:39                                                                                       | | 『情熱ライブ!Voice』内                                                                       |
| 山口県         | 山口放送 （KRY）    | 14:48 - 14:49                                                                                       | 内包番組『荻原次晴のニッポン応援団～VIVA JAPON～』放送前                                                                                                 | 『お昼はZETTAI ラジTIME』内                                                                  |
| 愛媛県         | 南海放送 （RNB）    | 14:59 - 15:00                                                                                       | 『愛媛新聞ニュース』放送後 | （平日）『ナイツ ザ・ラジオショー』（ニッポン放送）内ローカル枠 （祝日）『ザ・江刺ショー』内 |
| 北海道         | 北海道放送 （HBC）  | 15:43 - 15:44                                                                                       | 内包番組『桂宮治のザブトン5』（文化放送）放送後 | 『カーナビラジオ午後一番』内                                                                 |
| 沖縄県         | 琉球放送 （RBC）    | 15:48 - 15:49                                                                                       | | 『具志堅ストアー』放送後                                                                     |
| 福島県         | ラジオ福島 （rfc）  | 16:09 - 16:10                                                                                       | あなたにハッピー・メロディ（ニッポン放送） |                                                                                              |
| 島根県・鳥取県 | 山陰放送 （BSS）    | 16:19 - 16:20                                                                                       | オールディーズ・アンソロジー |                                                                                              |
| 宮崎県         | 宮崎放送 （mrt）    | 16:29 - 16:30                                                                                       | ラジオショッピング |                                                                                              |
| 静岡県         | 静岡放送 （SBS）    | 16:30 - 16:40に放送の『大竹発見伝～ザ・ゴールデンヒストリー』（文化放送）内のCM枠で消化（詳細後述） | 16:30 - 16:40に放送の『大竹発見伝～ザ・ゴールデンヒストリー』（文化放送）内のCM枠で消化（詳細後述）                                                      |                                                                                              |
| 広島県         | 中国放送 （RCC）    | 17:12.50-17:13.50                                                                                   | ニュース・パレード（文化放送） |                                                                                              |
| 富山県         | 北日本放送 （KNB）  | 17:14- 17:15                                                                                        | ニュース・パレード（文化放送） |                                                                                              |
| 長野県         | 信越放送 （SBC）    | 17:15 - 17:16                                                                                       | 荻原次晴のニッポン応援団～VIVA JAPON～ |                                                                                              |

備考
- 青森放送では、フローラのCMは13:40頃に必ず放送するが、ACジャパンのCM枠の全部または一部は必ずしもその時間に消化するとは限らず、別の時間帯に消化する場合もある。
- 静岡放送では、『大竹発見伝〜ザ・ゴールデンヒストリー』の番組タイトルコール後のCM枠でフローラのCMとACジャパンのCM1本（計40秒）を放送し、エンディング前のCM枠の中にACジャパンのCM1本（20秒）を組み込んでいる。
- MBSラジオでは、『朗読のミカタ』が放送されていた時間帯（「夕方もポチっとMラジ」レーベルで月 - 木曜日に日替わりで編成されている生ワイド番組内の16:53 - 17:00）で、当番組の開始初日から「ポチっとMini枠」（自社制作による事前収録のフロート番組）を放送している。「ポチっとMini枠」はMBSラジオで独自に制作しているが、実際にはコーナーの直前とコーナー内にCMの放送枠を設けておらず、通常編成では17時の時報（ECCの時報CM）に直結させている。このような事情から、ネットCMについては、『こんちわコンちゃんお昼ですょ!』[注 30]（「夕方もポチっとMラジ」の前枠番組）内で放送されている「ジャパネットたかたラジオショッピング」直後のスポットCM枠内で金曜分[注 31]を含めて消化。
- 全国高等学校野球選手権大会の地方大会の中継を行う放送局では、CM放送時間と中継時間が重なる場合、対象番組を休止してCMを放送しないか、あるいは対象番組の放送時間を変更するかのどちらかの対応が取られている。
- 祝日等で当該時間帯にプロ野球のデーゲーム中継を編成する場合（HBCラジオ：北海道日本ハムファイターズ、東北放送：東北楽天ゴールデンイーグルス、MBSラジオ：阪神タイガース、RKB毎日放送：福岡ソフトバンクホークス）[注 32]の対応は以下の通り。
  - HBCラジオ・東北放送：試合展開に応じて、通常の放送時間に近い時間帯で当該CMを挿入[注 33]。
  - MBSラジオ：月 - 木曜日で14:00開始のデーゲームを13:55から中継する場合には、「夕方もポチっとMラジ」枠の生ワイド番組をあらかじめ休止するため、「ポチっとMini枠」を中継開始直前の時間帯（13:45 - 13:55）に単独番組として編成。その関係で『こんちわコンちゃんお昼ですょ!』の放送終了時間（通常は14:59）を13:45まで繰り上げるため、通常編成とは逆に、当該CMを「ジャパネットたかたラジオショッピング」直前のスポットCM枠内（13:30 - 13:31）で放送している。
  - RKB毎日放送：13:00開始のデーゲームを中継する場合、3つのCMを分割して3回までのソフトバンクの攻撃終了後のCM枠内で流している。